# Michel Weyland
Michel Weyland, né le 19 août 1947 à Ixelles (province de Brabant), est un auteur de bande dessinée belge, connu pour sa série d'heroic fantasy Aria.

## Biographie
Michel Weyland naît le 19 août 1947 à Ixelles, une commune bruxelloise, d'une mère artiste et d'un père colon planteur de café. Il a un parcours scolaire assez classique et effectue ses humanités en arts plastiques à l'Institut Saint-Luc de Bruxelles.
En 1969, lors de sa dernière année d'étude, il publie dans le Journal de Tintin une série humoristique stylisée de science-fiction : Stéréo-land, mais elle est interrompue au bout d'une trentaine de pages. Il s'ensuit une série de petits emplois. Jeune marié, il cherche une stabilité de revenus et rejoint une grande photogravure bruxelloise où il travaille comme ouvrier retoucheur pendant dix ans de 1969 à 1979. Il parvient à intercaler la réalisation de quelques dessins humoristiques pour l'hebdomadaire belge Pourquoi pas ? en 1974. En août 1979, il crée le personnage d'Aria et l'ébauche de sa première aventure, un mois plus tard, il quitte la photogravure pour se consacrer exclusivement à la bande dessinée. L'auteur bruxellois de 32 ans redémarre dans le journal Tintin, fin de l'année 1979, avec une histoire courte humoristique : Mariage dans la 7e Dimension et deux autres, réalistes et historiques : Le Chevalier de Prédor et L'Interview exclusive de Nostradamus. L'année suivante, il écrit le scénario et crée graphiquement la série Aria dont la mise en couleur est laissée aux bons soins de son épouse Nadine pour le journal Tintin, les albums sont publiés aux éditions du Lombard. Il crée un roman graphique Yvanaëlle, la Dame de Mordorez, un récit qui allie la science-fiction au conte de fées dans la collection « Histoires et Légendes » des éditions du Lombard en 1988. Puis, en 1994, il change d'éditeur pour rejoindre les éditions Dupuis, qui publient huit nouveaux récits d'Aria en albums dans la collection « Repérages » jusqu'en 2001, les albums suivants sont publiés dans la collection « Tous publics ». À partir de 2002 jusqu'en 2015, les histoires sont prépubliées dans Spirou. La série s'achève en 2021 au quarantième tome,. Les éditions Dupuis entament l'édition de l'intégrale de la série en 2025.
En outre, Michel Weyland participe à différents albums collectifs : Pétition - À la recherche d'Oesterheld et de tant d'autres !, L'Aventure du journal Tintin - 40 ans de bande dessinée (1986), Parodies 2 (1988) et Téléthon - La BD du défi (1990), Tintin numéro spécial 77 ans (Moulinsart, 2023).
Michel Weyland est un passionné de musique, il joue de la guitare classique.
Selon Patrick Gaumer, « Michel Weyland, influencé à ses origines par Hermann et Paul Cuvelier, trouve rapidement son propre style et renouvelle agréablement la bande dessinée réaliste grand public. ».

## Publications

### Albums de bande dessinée
- Yvanaëlle, la dame de Mordorez[33], Le Lombard, coll. « Histoires et Légendes », Bruxelles, juin 1988
Scénario et dessin : Michel Weyland - Couleurs : Nadine Weyland -  (ISBN 2-8036-0723-9)

### DansTintin
- 1968/1969 : Stéréo-land[3] ;
- 1979 : 
  - Mariage dans la 7e Dimension[3] ;
  - Le Chevalier de Prédor[3] ;
  - L'Interview exclusive de Nostradamus[3].

### Collectifs
- Collectif dont Michel Weyland, Pétition[34] : À la recherche d'Oesterheld et de tant d'autres !, Amnesty International - Belgique francophone ASBL Groupe 64, novembre 1986, 47 p. (présentation en ligne),album broché, noir et blanc
- L'Aventure du journal Tintin - 40 ans de bande dessinée[35], Le Lombard, Bruxelles, novembre 1986
Scénario et couleurs : collectif - Dessin : collectif dont Michel Weyland -  (ISBN 2-8036-0574-0)
- 2. Parodies 2 - ... par leurs vrais auteurs ![36], M.C. Productions, novembre 1988
Scénario : collectif - Dessin : collectif dont Michel Weyland - Couleurs : quadrichromie -  (ISBN 2-87764-011-6)
- Téléthon[37], Le Lombard, Bruxelles, juin 1990
Scénario et couleurs : collectif - Dessin : collectif dont Michel Weyland -  (ISBN 2-8036-0894-4)
- Numéro spécial 77 ans - L'hommage des auteurs et autrices d'aujourd'hui aux personnages mythiques du journal Tintin, Éditions Moulinsart-Le Lombard, Bruxelles, 8 septembre 2023
Scénario : collectif - Dessin : collectif dont Michel Weyland - Couleurs : quadrichromie -  (ISBN 2-85815-201-2)

#### Livres
: document utilisé comme source pour la rédaction de cet article.
- Jean Van Hamme, Introduction à la bande dessinée belge, Bruxelles, Bibliothèque royale de Belgique, 1968, 80 p., ill. ; 26 cm (lire en ligne), p. 51[catalogue] publié à l'occasion de l'exposition La bande dessinée en Belqique, Bibliothèque Albert Ier, [Bruxelles], du 29 juin au 25 août 1968.
- Jean-Louis Lechat, Un demi-siècle d’aventures t. 2 : 1970 - 1996, Bruxelles, Le Lombard, 5 décembre 1996, 224 p., ill. ; 31 cm (ISBN 280361233X, OCLC 37995939, BNF 37539082, présentation en ligne), p. 78, 85, 92, 95, 141, 144. .
- Jean Pirotte (dir.) et Luc Courtois, Du régional à l'universel. : L'imaginaire wallon dans la bande dessinée., Louvain-la-Neuve, Fondation wallonne Pierre-Marie et Jean-François Humblet, 1999, 310 p. (ISBN 978-2-9600072-3-7 et 2960007239, OCLC 1075833932), p. 258 lire sur Google Livres
- Jacques Fiérain, « Weyland, Michel », dans La BD dans les provinces de Liège, Namur et Luxembourg, Charleroi, Éd. l'Âge d'or, 2004, 112 p., ill. ; 31 cm (ISBN 9782960019698, OCLC 470388297, présentation en ligne), p. 110.
- Henri Filippini, « Weyland, Michel », dans Dictionnaire de la bande dessinée, Paris, Bordas, 2005, 912 p., ill. ; 27 cm (ISBN 9782047299708 et 2047299705, OCLC 1009545288, présentation en ligne), p. 890. .
- Patrick Gaumer, « Weyland, Michel », dans Dictionnaire mondial de la BD, Paris, Larousse, 2010, 953 p., ill. ; 27 cm (ISBN 978-2-0358-4331-9 et 2-0358-4331-6, OCLC 920924930, présentation en ligne), p. 915. .

#### Périodiques
- Michel Weyland (int. par Jean-Claude Faur), « À la rencontre de Weyland », Bédésup, nos 40/41,‎ 1er/2e trim. 1987, p. 3-8 (ISSN 0224-9588).

### Vidéographie
- [vidéo] « Actu-tv reportage sur Michel Weyland, dessinateur de l'héroïne de bédé Aria », sur YouTube, 20 mai 2012